# You're Not Sorry
"You're Not Sorry" je country pop pjesma američke country pjevačice Taylor Swift. Pjesmu je napisala Swift, a uz nju producent je Nathan Chapman. Pjesma je objavljena 28. listopada 2008. kao promotivni singl s njenog drugog studijskog albuma Fearless u izdanju Big Machine Recordsa. Remiks verzija koja je snimljena za CSI: Crime Scene Investigation je također objavljena.

## Uspjeh pjesme
Pjesma "You're Not Sorry" nije objavljena kao službeni singl, s toga nije dobivao radijsko emitiranje. Singl se isključivo plasirao na ljestvicama zbog velikog broja prodanih kopija. Pjesma je debitirala na drugoj poziciji ljestvice Hot Digital Songs, što je vodilo da se krajem tjedna plasirala na Billboard Hot 100. Singl je debitirao na 11. poziciji ljestvice Billboard Hot 100. Sljedećeg tjedna pjesma je pala do 35. pozicije a nakon je pala s ljestvice. Nakon objavljivanja CSI remiksa pjesma se ponovo plasirala na 67. pooziciji. "You're Not Sorry" je jedna od trinaest pjesama s albuma Fearless koja se plasirala unutar najboljih 40 na ljestvici Billboard Hot 100. Pjesma "You're Not Sorry" je ukupno bila pet tjedana na ljestvici. U SAD-u se pjesma također plasirala na 21. poziciji ukinute ljestvice Pop 100. Pjesma je dobila zlatnu certifikaciju od Recording Industry Association of Americae s prodanih 500 000 primjeraka u SAD-u.

## Izvedbe
Swift je izvela pjesmu "You're Not Sorry" na svim nastupima njene turneje Fearless Tour, koja je kasnija produžena od ožujka 2009. do lipnja 2010. godine.

## Popis pjesama
- Digitalno preuzimanje

1. "You're Not Sorry" – 4:21

- Digitalno preuzimanje (remiks)

1. "You're Not Sorry" (CSI Remix) – 4:22

## Ljestvice
| Ljestvice (2008.)     | Najviša pozicija |
| --------------------- | ---------------- |
| Kanada                | 11               |
| SAD Billboard Hot 100 | 11               |
| SAD Pop 100           | 21               |

## You're Not Sorry (Taylor's Version)
11. veljače 2021. godine u emisiji Good Morning America, Swift je izjavila kako će ponovno snimljena verzija pjesme "You're Not Sorry", naslovljena "You're Not Sorry (Taylor's Version)", biti objavljena 9. travanja 2021. kao  pjesma sa Swiftinog ponovno snimljenog "Fearless" albuma, pod nazivom "Fearless (Taylor's Version)".